# Sampan Kesi
Sampan Kesi (thailändisch สัมพันธ์ เกษี, * 3. Juli 1999 in Ubon Ratchathani) ist ein thailändischer Fußballspieler.

## Karriere
Sampan Kesi spielte bis 2018 beim Nakhon Nayok FC in Nakhon Nayok. Der Verein spielte in der vierten Liga, der Thai League 4, in der Eastern-Region. Ende der Saison stieg der Club in die Thailand Amateur League ab. Kesi verließ den Club und wechselte nach Chonburi. Hier schloss er sich dem Chonburi FC an. Nach Vertragsunterschrift wurde er an den in der Thai League 3 spielenden Phuket City FC nach Phuket ausgeliehen. 2020 kehrte er nach der Ausleihe nach Chonburi zurück. Seinen ersten Einsatz in der ersten Liga hatte er am ersten Spieltag der Saison 2020 im Spiel gegen den Rayong FC. Im Juli 2022 wechselte er auf Leihbasis nach Samut Prakan zum Erstligaabsteiger Samut Prakan City FC. Für Samut bestritt er 29 Zweitligaspiele. Nach der Ausleihe wechselte er von vom Chonburi FC zu Beginn der Saison 2022/23 im Sommer 2023 zu dem Erstligisten Khon Kaen United FC ausgeliehen. Für den Verein aus Khon Kaen bestritt er insgesamt elf Ligaspiele. Im Dezember 2024 wurde sein Vertrag nicht verlängert. Im Januar 2025 verpflichtete ihn der Zweitligist Police Tero FC.